# Drofenigova hiša, Ljubljana
Drofenigova hiša (tudi Miklavčeva veleblagovnica) je poslovna stavba, ki se nahaja na Mestnem trgu 23 v Ljubljani. V arhitekturno zgodovino se je vpisala kot prva stavba z montažno jekleno fasado in skeletno železobetonsko konstrukcijo v Ljubljani; hiša predstavlja enega izmed vrhuncev razvoja gradbene tehnologije v Ljubljani.
Hkrati pa velja za primer kvalitetnega umeščanja moderne arhitekture v historično mestno jedro.

## Zgodovina
Zgradbo poslovne hiše (veleblagovnice) je naročil Franc Drofenig, medtem ko je načrte izdelal arhitekt Karl Brünnler. Leta 1914 je hišo zgradila ljubljanska stavbna družba Viljem Treo. Hiša stoji na mestu nekdanje baročne hiše. Predstavlja kvaliteten primer umeščanja sodobno oblikovane stavbe v historično mestno jedro. 
Arhitekt je v zasnovi uporabil nove možnosti, ki jih je ponujala tedanja gradbena tehnologija. V pritličju in v prvem nadstropju sta bili veliki prodajni prostori, v tretjem nadstropju pa skladišče. Vsi prostori so obsegali celotno globino stavbe. Med prvim in drugim nadstropjem je bilo stopnišče v sredini. 
Na fasadi je arhitekt uporabil dekorativne elemente secesije. Črna fasada deluje lahkotno, jeklena mreža nosi velike steklene površine in parapetna polnila iz kamnitih plošč enake barve. Izložbe v pritličju so skoraj kvadratna, okna v 3. nadstropju pa so polkrožno zaključena. Okras na fasadi predstavljata pozlačen strešni venec in nadstrešek v pritličju.